# Булатов, Александр Сергеевич
Александр Сергеевич Булатов (род. 13 октября 1945, Владивосток) — советский и российский экономист, доктор экономических наук, профессор Всероссийской академии внешней торговли, заведующий кафедрой мировой экономики МГИМО (1999—2016). Главный редактор журнала «Мировое и национальное хозяйство» и ученый, чьи исследования в области мировой экономики оказали значительное воздействие на развитие экономической науки и образования в России.

## Биография

### Образование
Александр Сергеевич Булатов начал свой академический путь в 1964 году, поступив на экономический факультет МГУ имени М. В. Ломоносова, где он изучал экономику зарубежных стран. Он успешно закончил МГУ в 1968 году. В период с 1971 по 1976 годы он продолжил свое образование в заочной аспирантуре кафедры экономики зарубежных стран МГУ имени М. В. Ломоносова.
Защитив кандидатскую диссертацию в МГУ в 1976 году, Александр Булатов продолжил свое образование и повышение квалификации за границей. В 1991 году он учился в Дьюкском университете в США, в Школе бизнеса Фукуа, в рамках программы обучения советских менеджеров. Затем, с 1992 года по май 1993 года, он прошёл курс по проектному анализу в Институте экономического развития при Всемирном банке.
Его научная карьера также включает получение исследовательских грантов и стажировок в США. Среди них стоит выделить исследовательский грант Программы Фулбрайта в Квиннипекском университете (1995), исследовательский грант Института Кеннона (2001) и исследовательский грант Программы Фулбрайта в Колумбийском университете (2005).

### Научно-преподавательская деятельность
С 1968 по 1970 годы, после окончания университета, Александр Булатов работал в экономической сфере как экономист в представительстве Министерства энергетики СССР на строительстве Евфратского гидроузла в Сирии. С 1971 года по 1983 год Александр Булатов работал в Всесоюзной академии внешней торговли, начиная с должности преподавателя и постепенно продвигаясь до должности доцента. В 1983 году Александр Булатов был назначен старшим экономистом в Торговом представительстве СССР в Танзании, где он работал до 1985 года. Этот период стал важным этапом в его карьере, где он продолжал изучать мировую экономику и приобретал ценный опыт в международных экономических вопросах. С 1990 по 1999 годы он занимал должность профессора и заведующего кафедрой экономической теории и анализа мирового и национального хозяйства во Всероссийской академии внешней торговли. Затем, с 1999 по 2016 год, он преподавал и заведовал кафедрой мировой экономики в Московском государственном институте международных отношений (МГИМО).

### Научные интересы
Научные интересы Александра Булатова сосредоточены на международном движении капитала и мировой экономики. Его исследования и публикации в этой области сделали его одним из ведущих экспертов в России и за её пределами. Александр Булатов также внес важный вклад в образование, авторство учебников и учебных пособий, которые использовались студентами и исследователями в России. Некоторые из его последних работ включают «Макроэкономика», «Микроэкономика», «Экономика России и стран ближнего зарубежья», и другие.

## Некоторые публикации
- Внешнеэкономический толковый словарь
- Платежный баланс Российской Федерации в 2015 и в I квартале 2016 года
- Макроэкономика
- Мировая экономика и международные экономические отношения
- Страны БРИКС в международном движении капитала
- Россия в международном движении капитала в 2014 — начале 2015 годов
- Российская модель экспорта капитала
- Россия в международном движении капитала в 2014—2015 годах (Вестник РАН)
- Geographical Aspects of Russia’s Participation in the International Movement of Capital
- Микроэкономика: учебник для бакалавров

Полный список публикаций можно увидеть здесь.